# Usuki
Usuki (臼杵市?) è una città giapponese della prefettura di Ōita.